# Chris Sacca
 (juillet 2017).
Le contenu est difficilement compréhensible vu les erreurs de traduction, qui sont peut-être dues à l'utilisation d'un logiciel de traduction automatique.
Christopher Sacca (né le 12 mai 1975),, est un ancien investisseur américain, conseil d'entreprise et ancien avocat. Il est le propriétaire de Lowercase Capital, un fonds de capital-risque aux États-Unis qui a investi dans les start-up et, à un stade précoce des entreprises liées aux nouvelles technologies comme Twitter, Uber, Instagram, Twilio, et Kickstarter. À partir de 2017, il est apparu comme un "Guest Shark" dans l'émission "Shark Tank" sur la chaîne de télévision ABC.

## Enfance
Chris Sacca est né et a grandi à Lockport, New York. Son père était avocat et sa mère était professeure à l'université SUNY Buffalo State et autrice dans le domaine de l'éducation. Son jeune frère est l'acteur Brian de Sacca. Sacca décrit ses parents comme étant très impliqués dans son éducation et il fut exposé à de nombreux sujets d'intérêts : il se souvient avoir raté l'école pour aller aux musées des sciences ou écouter ou lire un auteur spécifique dans une librairie.
Sacca est d'origine italienne du côté de son père, lui-même originaire de Calabre, en Italie, et d'ascendance Irlandaise du côté de sa mère[réf. nécessaire].

## Formation
Sacca a été élève au lycée de Lockport  dans Lockport, New York. Il a étudié en math spé à l' Université d'État de New York à Buffalo pendant six ans. Sacca était sur le tableau d'honneur pendant 12 fois consécutives. Il a déclaré que, en classe de 1re, il a vécu un burn out et suivi  un diplôme d'études secondaires où il n'y avait "pas de mathématiques." Lui et son frère passait souvent ce qu'il appelle des étés "chaud-froid" parce que toutes les  années ses parents  leur attribuaient un emploi agréable et calme  (chaud) pour la première partie de l'été, et un emploi pour la construction (froid) à la fin.
Sacca a suivi des cours à L'Edmund A. Walsh School of Foreign Service à l'Université de Georgetown, Washington, DC. Il a passé des semestres à l'étranger à la Pontificia Universidad Católica del Ecuador à Quito, en Équateur, à l'University College de Cork, Cork, en Irlande, et l' Universidad Complutense de Madrid, Espagne. Il est diplômé en 1997 avec la mention  honorable et a reçu une bourse du Edmund Evans Mémorial ainsi que de la Weeks Family Foundation. Sacca a suivi des cours au Georgetown University Law Center, où il a obtenu un doctorat avec la mention très honorable. Il a été membre de la revue de droit Tax Lawyer et a été reçu à la l'école Philip A. Ryan et Ralph J. Gilbert Mémorial Scholar. Il dit qu'Il a réussi à terminer ses études sans se rendre en classe. Afin d'obtenir des notes de cours, il lança une fête annuelle du tonneau, où, à l'entrée, ses camarades de classe devaient se débarrasser dans un bac des notes qu'ils avaient prises en cours.
Pendant ses études de droit, Sacca a utilisé ses prêts étudiants pour démarrer une entreprise qui a échoué et a utilisé de l'argent qu'il avait mis de côté pour commencer à trader en bourse. En démultipliant les transactions aux montants importants (il découvrit une faille dans le logiciel de courtiers de trading en ligne), il a réussi à gagner 12 millions de dollars en partant de 10 à 20 mille dollars.  Par la suite, quand le marché s'est effondré, Sacca s'est trouvé lui-même endetté de quatre millions de dollars . Il a négocié pour la réduire à un peu moins de 3 Millions de dollars, et, en février 2005, il l'a complètement remboursé.

## Carrière

### Fenwick & West & Pré-Google
Sacca a commencé sa carrière en tant qu'associé au sein de Fenwick & West dans la Silicon Valley, où il s'est occupé de capital-risque, de fusions et d'acquisitions, d'autorisation pour les transactions des clients d'entreprises technologiques comme Macromedia, VeriSign, et Kleiner Perkins. Il a été congédié après environ 13 mois. Il a passé les quelques années suivantes à fréquenter tous les événements possibles qui lui permettaient de réseauter et à "survivre" dans la Silicon Valley en rédigeant des contrats pour 50 $ sur Craigslist et à faire les commentaires en  voix off sur des sites comme Elance et a créé le Groupe Salinger dans l'objectif de réseauter. Il a finalement atterri au Réseau Speedera et plus tard, en novembre 2003, a rejoint Google.

### Google
Sacca a été embauché chez Google en tant que Conseil d'Entreprise rapportant au conseil Général David Drummond. Son premier mandat a été de trouver une quantité infinie de données sur  l'espace, de négocier et de signer des accords dans le monde entier. Sacca a été parmi les premiers employés de Google à recevoir le Prix du fondateur, l'honneur le plus élevé de l'entreprise.
Sacca a occupé le poste de Chef de projets Spéciaux à Google Inc. Il a dirigé l'alternative au logiciel Access et la division réseau sans fil. Son projet le plus connu a réuni la télévision 700 MHz et les espaces blancs du spectre de Google, centre de données dans l'Oregon, et le réseau  wifi pour la ville de Mountain View, en Californie. Sacca a également réalisé de nombreux business developpements et des transactions de fusions et d'acquisitions pour Google. Il était dans l'équipe des fondateurs de l'organisation du  nouveau Business Developpement de la société. Alors que chez Google, Sacca a également lancé un programme de stage avec le Chef Charlie Ayers selon lequel un employé qui s'intéresse à la cuisine peut demander à passer du temps à travailler en cuisine ou quand un employé est renvoyé par un responsable il  peut être traité comme dans un camp d'entrainement ou une maison de redressement.[réf. nécessaire]
Sacca a quitté Google en décembre 2007, après s'y être investi pleinement et a cherché des occasions de travailler avec les petites entreprises (à leur démarrage). Il n'avait pas une abondance de fonds disponibles comme  habituellement les capitaux-risqueurs ou les business angels, ce qui lui a valu d'être très impliqué dans les entreprises, il a décidé d'investir et de contribuer à sécuriser son retour sur investissement, notamment en participant à des réunions, à Twitter et Uber où il a négocié les droits du nom d'Universal Music Group. Son premier investissement de business angel a été réalisé dans Photobucket, qui a ensuite été vendu News Corp, la société mère de la société Fox . Son deuxième investissement a été pour Twitter : 25 000 $. À un moment donné, il a épuisé toutes ses économies en achat d'actions de Twitter et a été en théorie insolvable. Il fut consultant en entreprise pour différentes choses : de l'élaboration de la stratégie à l'optimisation de l'expérience client, ou l'aide pour recueillir des fonds et à vendre la société. Il a travaillé pour Octomatic (vendu à Live Current Media) et Omnisio (vendu à Google/YouTube). Il a investi son propre argent et reçu des fonds propres en échange de conseils.

### Lowercase Capital
En décembre 2007, Sacca a fondé l'entreprise de capital-risque Lowercase Capital. Le fonds fournit des capitaux et des services de conseil pour les start-ups et les entreprises en fin développement. Lowercase Capital conseille aussi des entreprises non technologiques comme Blue Bottle Coffee Company , ainsi qu'un restaurant haut de gamme à Truckee. Forbes Et Fortune ont désigné Lowercase Capital comme l'un  des fonds de capital-risque les plus réussis de l'histoire à partir d'un "retour de plusieurs points de vue." Sacca a déclaré qu'un tournant a été vécu en 2007, quand il a déménagé à la ville de Truckee dans les montagnes, à proximité du Lac Tahoe, où son bain à remous de la "Jam Tub" est né. Les entrepreneurs, y compris Travis Kalanick et Sacca, passaient des heures à discuter d'idées dans la "Jam tub." Finalement, Sacca a acheté la maison d'à côté pour y loger divers jeunes entrepreneurs venus lui rendre visite.
En 2013, Sacca fait rentrer Matt Mazzeo Lowercase Capital en tant que partenaire. Mazzeo avait travaillé chez Creative Artists Agency (CAA), un organisme de loisirs et de sports. En 2015, Sacca a été présenté sur la couverture de Forbes magazine et classé comme numéro 3 sur sa liste Midas. En 2017, peu de temps après qu'il a été classé numéro 2 sur la Liste Midas Top 20, Sacca a annoncé qu'il abandonnait son rôle de venture investisseur et en même temps son rôle dans le Shark Tank.

### Shark tank
Sacca a commencé à apparaître comme invité de Shark Tank, l'émission de télé-réalité de la chaîne ABC, dans sa Saison 7, Épisode 14 (Semaine 6), qui a été diffusé le 15 janvier 2016. Il a aussi été l'invité de Shark Tank dans l'Épisode 136 (Semaine 14), l'Épisode 139 (Semaine 17) et l'Épisode 148 (Semaine 26). Lors de ses apparitions dans la Saison 7, Sacca investi dans HatchBaby, Bee Gratuit Honee, Louer Comme un Champion, et Brightwheel. Il est le 4e plus riche Requin du show jusqu'au rendez-vous.
Dans la Saison 8, Sacca a continué à apparaître comme un invité de Shark tank et fit les investissements suivants:
Le 11 novembre 2016 dans l'Épisode 159 (Semaine 8), Sacca accorde un prêt à Jack Bonneau, entrepreneur de 10 ans, qui a créé une entreprise de  stand de limonade "Jack Stands Et Marché" pour aider d'autres enfants à créer leurs propres entreprises.
Le 2 décembre 2016 dans l'Épisode 161 (Semaine 10), Sacca a investi pour 10 % au capital de Nomiku, soit 250 000 $,  pour développer leur dispositif high tech de cuisson sous-vide.
Le 27 janvier 2017 dans l'Épisode 165 (Semaine 14), Sacca a investi 250 000 $ en tant titres convertibles dans "Popup Play", un système de fabrication à la demande par lequel les enfants peuvent construire des jouets en carton et des forts-et-châteaux grâce à une application.
Le 17 février 2017 dans l'Épisode 168 (Semaine 17) Sacca avec le Requin Lori Greiner a investi 600 000 $ pour acheter 5 % de ToyMail, une peluche talky walky qui se connecte à une application et permet d'envoyer et de recevoir des messages.

## Engagement politique et philanthropie
Sacca a travaillé en 2008 pour la campagne de Barack Obama comme conseil en télécommunication, media et technologie,  collaborateur de campagne et bénévole au bureau de campagne; à la suite de la victoire d'Obama, Sacca est devenu co-Président financier du Presidential Inaugural Committee. Sacca devint membre du Comité National des Finances et co-Président du "Tech Obama" groupe.
Sacca a servi en tant que membre Associé de la Saïd Business School, à l'Université d'Oxford et le MIT Entreprise Forum Mondial des Syndics et fut membre de la Henry de la Crown Fellow de l' Institut Aspen.
Lors de l'élection Présidentielle américaine de 2016, Sacca a été un fervent partisan de la candidate démocrate Hillary Clinton et avec Mark Cuban, compagnons du Shark Tank,  a participé à diverses collectes de fonds à travers le pays.
Sacca s'est impliqué dans des actions de bienfaisance: water, un organisme sans but lucratif qui cherchent à apporter de l'eau potable à chaque personne dans le monde. Il est également impliqué dans La Tony Hawk Foundation, qui soutient des programmes de loisirs en mettant l'accent sur la création de parcs de planche à roulettes publics dans les communautés à faible revenu.
En réponse au décret d'interdiction de l'entrée aux États-Unis de sept personnes à prédominance Musulmane, décret du Président Donald Trump en 2017 , Sacca fait en contrepartie un don de 150 000 $ en dons à l' ACLU.

## Vie privée
Sacca est marié à Crystal English Sacca et ils ont trois enfants. Sa femme, Crystal, est publicitaire et a écrit quelques livres comme Grattez et sentez, le guide essentiel pour devenir un expert en vins : prenez-en une bouffée et Grattez et sentez, le guide essentiel pour devenir un expert en whisky : soyez connaisseur avant de choisir 
En 2008, il fit un Ironman et en 2009 fit une course à vélo de 40 jours entre Santa Barbara, Californie et Charleston, Caroline du Sud pour un organisme de bienfaisance. Lors d'un voyage aller, à l'aéroport de Réno, il a acheté sa chemise de  cowboy signé et en voyant la réaction qu'elle produisait pendant le meeting suivant, s'est empressé d'acheter la moitié du magasin à son retour.